# 24/7 (TV-serie)
24/7 är en svensk ungdoms- och dramaserie från 2023 vars första säsong, bestående av 12 avsnitt, hade premiär på SVT Play den 22 mars 2023. Serien är regisserad av Ayla Karlsson efter ett manus skrivet av Saga Springcorn. Seriens andra säsong, också den bestående av 12 avsnitt hade premiär på SVT Play den 11 oktober 2023.

## Handling
Serien kretsar kring en grupp ungdomar där Sara försöker leva ett vanligt tonårsliv men samtidigt måste hon oroa sig för sin lillebror Alexander som smyger ut om kvällarna. Lillskurken är hemligt kär i Sara försöker vara där för henne, vilket gör Ossian svartsjuk.